# Mos Def
Mos Def, pseudonimo di Yasiin Bey (nato Dante Terrell Smith; New York, 11 dicembre 1973), è un rapper, cantautore e attore statunitense, cresciuto nel quartiere di Brooklyn Clinton Hill.

## Biografia
Dopo aver frequentato il college inizia a recitare per la televisione per il The Cosby Mysteries, nel 1994. Insieme a DCQ e Ces forma il suo primo gruppo, gli Urban Thermo Dynamics coi quali pubblica il suo primo album Manifest Destiny.
Si trasferisce a Brooklyn, dove inizia le collaborazioni con De La Soul (Big Brother Beat) ed i Da Bush Babees (S.O.S.) entrambi nel 1996. Dopo alcuni singoli, tra cui Universal Magnetic, arriva a firmare un contratto con l'etichetta Rawkus Records. Arriva l'album Mos Def & Talib Kweli are Black Star (1998), una collaborazione con Talib Kweli e DJ Hi-Tek. Successivamente pubblica il suo album solista Black on Both Sides sempre su etichetta Rawkus, la cui copertina ricorda vagamente quella di "Tutu" di Miles Davis.
Successivamente lascia la carriera da musicista per dedicarsi al cinema. Nei primi anni 2000, lo ritroviamo recitare in film come Monster's Ball e Bamboozled. Recita anche la parte di Ford Prefect nel film Guida Galattica Per Autostoppisti (2005) e la parte di protagonista nel film Be Kind Rewind di Michel Gondry (2008).
Lavora al progetto Black Jack Johnson insieme a Bernie Worrell (Parliament-Funkadelic), il chitarrista Dr. Know (Bad Brains), il percussionista Will Calhoun (Living Colour), ed il bassista Doug Wimbish (The Sugarhill Gang, Grandmaster Flash, Living Colour) che non ebbe il successo sperato.
Nell'ottobre di 2004, registra The New Danger, a cui partecipano i Black Jack Johnson per alcune tracce. Altre sue collaborazioni lo vedono con i Gorillaz ed appare con Bobby Womack nei featuring del brano Stylo, il primo singolo tratto dal recente album del gruppo inglese virtuale. Alla fine del 2006 pubblica il suo terzo album da solista, True Magic, senza tuttavia pubblicizzarlo in alcun modo. Nel 2009 è il turno di The Ecstatic, con produzioni di Madlib, The Neptunes, Mr. Flash e altri.
È apparso nell'episodio "Tommy" tratto dalla serie tv Tutto in famiglia con Damon Wayans.

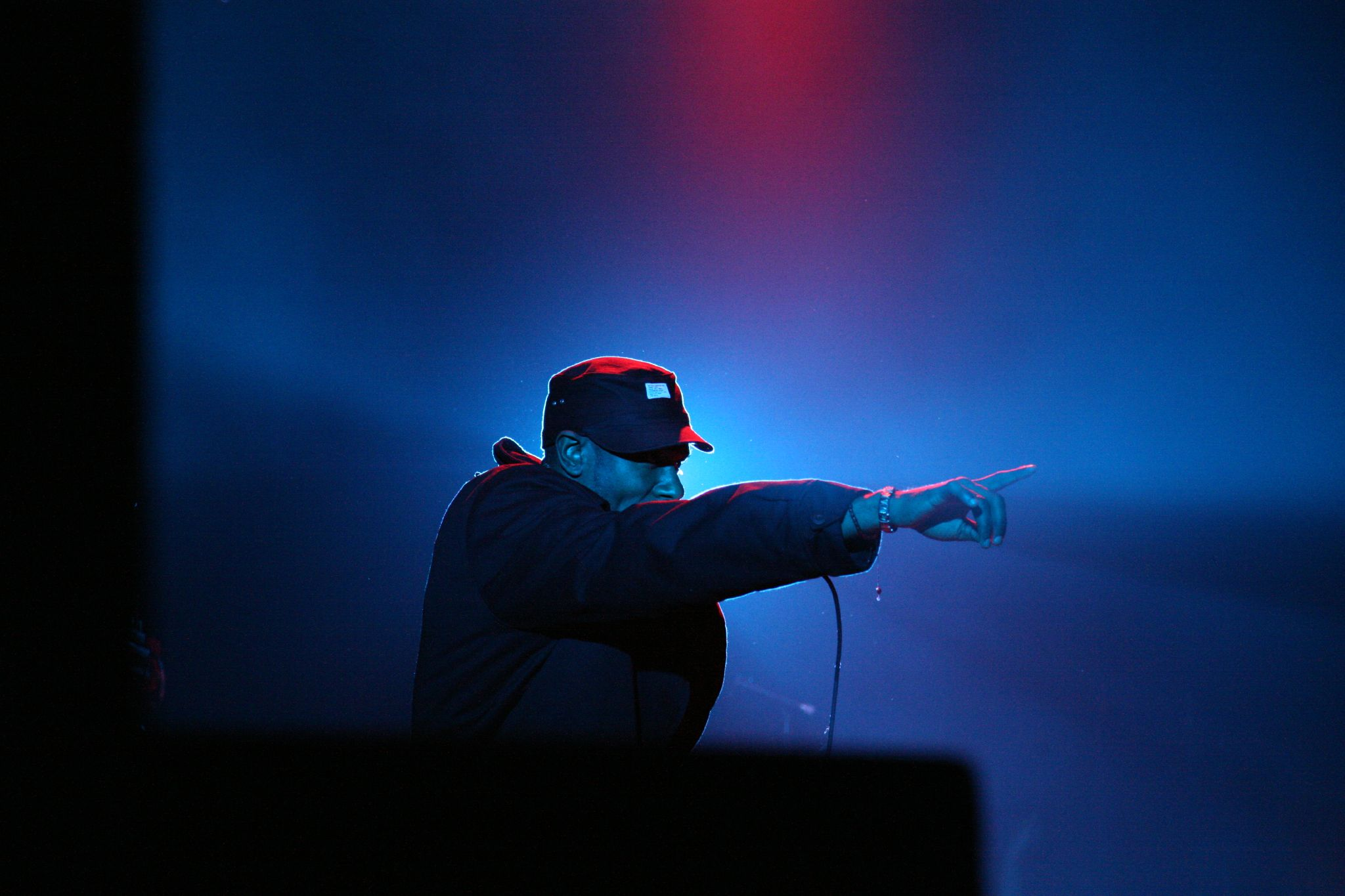
Mos Def durante un'esibizione live

Mos Def è entrato a far parte del Nation of Islam, gruppo fortemente radicato nelle comunità afroamericane degli Stati Uniti, che ha spesso dimostrato interesse per la cultura hip hop. Inoltre, è vegetariano.
Nel 2013 è stato pubblicato un video in cui Yasiin Bey si è volontariamente sottoposto alla pratica dell'alimentazione forzata, come forma di protesta contro la tecnica che secondo l'organizzazione Reprieve veniva utilizzata nei confronti dei prigionieri che rifiutano il cibo nel carcere di Guantanamo.

## Discografia
Album in studio
- 1999 - Black on Both Sides
- 2004 - The New Danger
- 2006 - True Magic
- 2009 - The Ecstatic

Collaborazioni
- 1998 - Mos Def & Talib Kweli are Black Star

## Filmografia

### Cinema
- Insieme per forza (The Hard Way), regia di John Badham (1991)
- Michael Jackson's Ghosts, regia di Stan Winston e Mick Garris (1997)
- Where's Marlowe?, regia di Daniel Pyne (1998)
- Island of the Dead - L'isola della morte (Island of the Dead), regia di Tim Southam (2000)
- Bamboozled, regia di Spike Lee (2000)
- Monster's Ball - L'ombra della vita (Monster's Ball), regia di Marc Forster (2001)
- Showtime, regia di Tom Dey (2002)
- Brown Sugar, regia di Rick Famuyiwa (2002)
- The Italian Job, regia di F. Gary Gray (2003)
- The Woodsman - Il segreto (The Woodsman), regia di Nicole Kassell (2004)
- Guida galattica per autostoppisti (The Hitchhiker's Guide to the Galaxy), regia di Garth Jennings (2005)
- Solo 2 ore (16 Blocks), regia di Richard Donner (2006)
- Journey to the End of the Night, regia di Eric Eason (2006)
- Ricky Bobby - La storia di un uomo che sapeva contare fino a uno (Talladega Nights: The Ballad of Ricky Bobby), regia di Adam McKay (2006)
- Be Kind Rewind - Gli acchiappafilm (Be Kind Rewind), regia di Michel Gondry (2008)
- Cadillac Records, regia di Darnell Martin (2008)
- Next Day Air, regia di Benny Boom (2009)
- Tutto può cambiare (Begin Again), regia di John Carney (2013)
- Life of Crime - Scambio a sorpresa (Life of Crime), regia di Daniel Schechter (2013)

### Televisione
- Cosby indaga (The Cosby Mysteries) – serie TV, 16 episodi (1994-1995)
- Tutto in famiglia (My Wife and Kids) – serie TV, episodio 3x12 (2002)
- Medici per la vita (Something the Lord Made), regia di Joseph Sargent – film TV (2004)
- The Boondocks – serie TV, 3 episodi (2005-2008)
- Lackawanna Blues, regia di George C. Wolfe – film TV (2005)
- Dr. House - Medical Division (House, M.D.) – serie TV, episodio 5x19 (2009)
- Yo Gabba Gabba! – serie TV, episodio 3x44 (2010)
- Dexter – serie TV, 5 episodi (2011)

## Doppiatori italiani
- Simone Mori in Monster's Ball - L'ombra della vita, The Woodsman - Il segreto, Solo due ore, Scambio a sorpresa - Life of Crime
- Tony Sansone in Showtime, Dexter
- Andrea Lavagnino in Tutto può cambiare
- Corrado Conforti in Cadillac Records
- Fabrizio Vidale in The Italian Job
- Franco Mannella in Guida galattica per autostoppisti
- Luigi Ferraro in Brown Sugar
- Simone D'Andrea in Be Kind Rewind - Gli acchiappafilm
- Roberto Draghetti in Bamboozled
- Fabio Boccanera in Dr. House - Medical Division
- Fabrizio Pucci in Medici per la vita
- Roberto Gammino in Cosby indaga

Da doppiatore è sostituito da:
- Fabrizio Vidale in The Boondocks